# فین هنس‌توفت
فین هنس‌توفت (دانمارکی: Finn Haunstoft; ۸ ژوئیهٔ ۱۹۲۸ – ۱۲ مهٔ ۲۰۰۸) قایقران کانو اهل دانمارک بود.